# Thèse
Pour les articles homonymes, voir Thesis.
Pour l’article ayant un titre homophone, voir Thèze.
Ne doit pas être confondu avec thème.
Une thèse (du nom grec thesis, se traduisant par « action de poser ») est une affirmation ou prise de position d'un locuteur, à l'égard du sujet ou du thème qu'il évoque.

## Au sens philosophique, rhétorique et logique mathématique
En philosophie et rhétorique, une thèse est une affirmation, qui peut se résumer en une simple phrase, mais est généralement soutenue par un ensemble organisé d'hypothèses, d'arguments et de conclusions. Il s'agit donc de la position d'un auteur, d’une école, d’une doctrine ou d’un mouvement sur un sujet donné. Il est généralement exposé de manière plus ou moins détaillée sous forme écrite, par exemple dans un essai ou un canon.
Dans une dissertation scolaire, la thèse est aussi le moment d'affirmation, précédant l'antithèse (négation) et la synthèse (dépassement de la contradiction par une troisième position). Cet ensemble forme, dans l'enseignement, le « plan dialectique », dit aussi plan normand, notamment influencé par la philosophie de Hegel.

## Au sens académique
Dans le milieu universitaire, une thèse est un mémoire résumant un travail de recherche universitaire, soutenu par un étudiant devant un jury, afin d'obtenir un diplôme ou un grade universitaire. La plus répandue est la thèse de doctorat, qui ouvre droit au titre de docteur, à tel point que le vocabulaire universitaire français courant désigne souvent le doctorat comme la thèse (« s'inscrire en thèse », « thésard » pour le doctorant).
La thèse peut également désigner un document plus synthétique, également appelé thèse professionnelle de mastère spécialisé, qui comporte un volume généralement compris entre 50 et 80 pages, beaucoup plus court qu'une thèse de doctorat classique.
Dans les pays francophones, la thèse représente un travail de recherche de plus grande ampleur que le mémoire. Au Royaume-Uni, le terme de thèse (thesis) est utilisé pour les travaux de doctorat et de master recherche, les masters professionnels et les bachelors étant obtenus après rédaction d'une dissertation. Aux États-Unis, le terme de dissertation est employé plus largement que celui de thesis. Dans certaines universités, le terme de thesis est même limité aux travaux du niveau du master.
Il est à noter le cas particulier, en France, des thèses d'exercice, exception du système universitaire français qui concerne les professions de santé (études de médecine, de chirurgie dentaire, de pharmacie et de médecine vétérinaire). Ces thèses, plus courtes qu'une thèse de doctorat, permettent l'obtention d'un diplôme d'état et du titre de docteur, mais pas du grade universitaire permettant d’enseigner à l’université et d'obtenir une habilitation à diriger des recherches.
Sens particulier : en France, la scolarité de l’École nationale des chartes est également couronnée par une thèse, officiellement nommée thèse pour l'obtention du diplôme d’archiviste-paléographe, et le plus souvent thèse des Chartes. La scolarité de troisième cycle de l’École du Louvre est également sanctionnée par une thèse, qui n'est pas forcément une thèse universitaire, encore surnommée thèse du Louvre. La thèse du Louvre couronnait auparavant le diplôme d’études supérieures, la scolarité de tous les étudiants agréés — futurs conservateurs de musée — de l'École.
La longueur d’une thèse universitaire peut être variable. Au Québec, un chercheur a observé avec un échantillon de plus de 27 000 thèses publiées entre 2000 et 2020, que leur longueur moyenne était de 245,6 pages et leur longueur médiane, de 221 pages.

#### Méthodologie
- Michel Beaud et al., L'art de la thèse : comment préparer et rédiger un mémoire de master, une thèse de doctorat ou tout autre travail universitaire à l'ère du Net, la Découverte, 2005 (nombreuses réimpr.), 202 p.  (ISBN 978-2-7071-4794-3).
- Mariane Frenay et Marc Romainville (dir.), L'accompagnement des mémoires et des thèses, UCLouvain, Presses universitaires de Louvain, Louvain-la-Neuve, 2013, 211 p.  (ISBN 978-2-87558-211-9).
- (en) Kate L. Turabian, A manual for writers of research papers, theses, and dissertations : Chicago Style for students and researchers, University of Chicago Press, Chicago, 2013 (8e éd. révisée), 448 p.  (ISBN 9780226816371).
- Sophie Boutillier, Alban Goguel d'Allondans, Dimitri Uzunidis et al., Méthodologie de la thèse et du mémoire, Studyrama, Levallois-Perret, 2014 (nouv. éd.), 303 p.  (ISBN 978-2-7590-2543-5).
- Edo Kodjo Maurille Agbobli, Méthodologie de la recherche et initiation à la préparation des mémoires et des thèses, l'Harmattan, Paris, 2014, 215 p.  (ISBN 978-2-343-05230-4).
- Umberto Eco et Laurent Cantagrel, Comment écrire sa thèse. Paris, Flammarion, 2016  (ISBN 978-2-08-138051-6).
- Alain Le Bot et Jocelyn Bonjour, Rédiger sa thèse en sciences: Guide à l'usage des doctorants. KDP, 2023, 146 p.  (ISBN 9798397478717).
- (en) Tuuli Toivonen, « Why you should write your PhD thesis backwards », Nature,‎ 7 mai 2025 (DOI 10.1038/d41586-025-01061-8 ).

#### Humoristique
- Tiphaine Rivière, Carnets de thèse, Seuil, Paris, 2015, 179 p.  (ISBN 978-2-02-112594-8) (BD)
- Tis, La thèse nuit gravement à la santé, vol. 1, Le dico du doc, Alphil-Presses universitaires suisses, Neuchâtel, 2012, 30 p.  (ISBN 978-2-940489-22-0) ; vol. 2, AnecDoc, journal intime des doctorants, Alphil-Presses universitaires suisses, Neuchâtel, 2014, 149 p.  (ISBN 978-2-940489-94-7) (BD)